# 梅德沃代
梅德沃代（斯洛維尼亞語： 發音：[mɛˈdʋoːdɛ] ⓘ），是斯洛維尼亞梅德沃代市鎮的小鎮及行政中心。薩瓦河和索拉河在梅德沃代匯合，小鎮的名字（意思是“水之間”）由此而來。

## 歷史
第二次世界大戰之後，南斯拉夫曾在梅德沃代設置政治犯勞改營。

## 工業
兩家大型工廠 Color和 Donit位於梅德沃代。薩瓦河在梅德沃設有一座梅德沃代水力發電廠。水力發電廠的一部分是對二戰後被關押為政治犯的天主教神父強迫勞動所建造的。

## 友好城市
- 法國 克雷 (德龙省)

## 外部連結
- 维基共享资源上的相關多媒體資源：梅德沃代
- Medvode on Geopedia （页面存档备份，存于）